# Повіт Яма

Розташування повіту Яма у префектурі Фукусіма

Пові́т Я́ма (яп. 耶麻郡, やまぐん, МФА: [jama guɴ]) — повіт у префектурі Фукусіма, Японія.